# Obergericht des Kantons Zürich

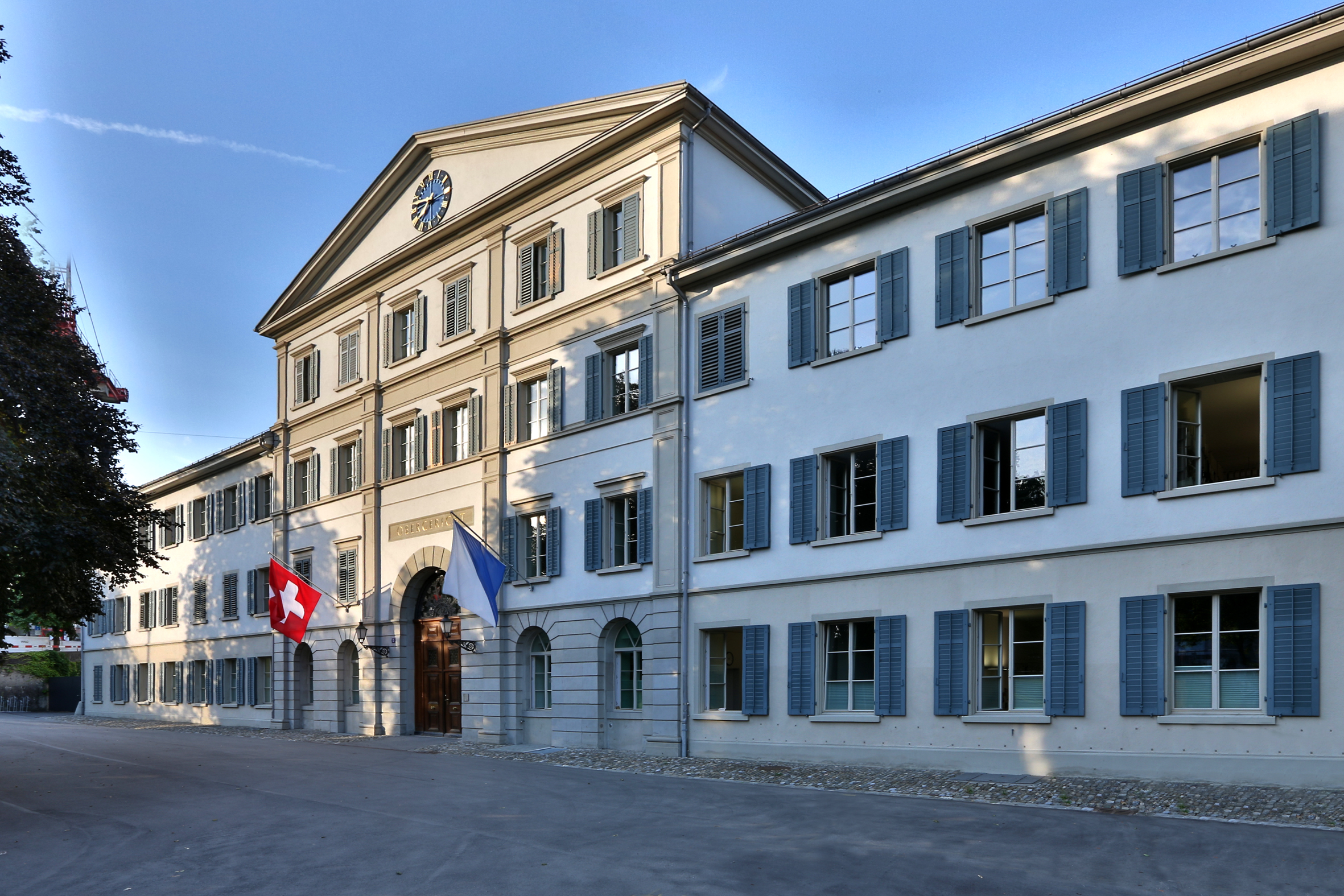
Haupteingang Obergericht

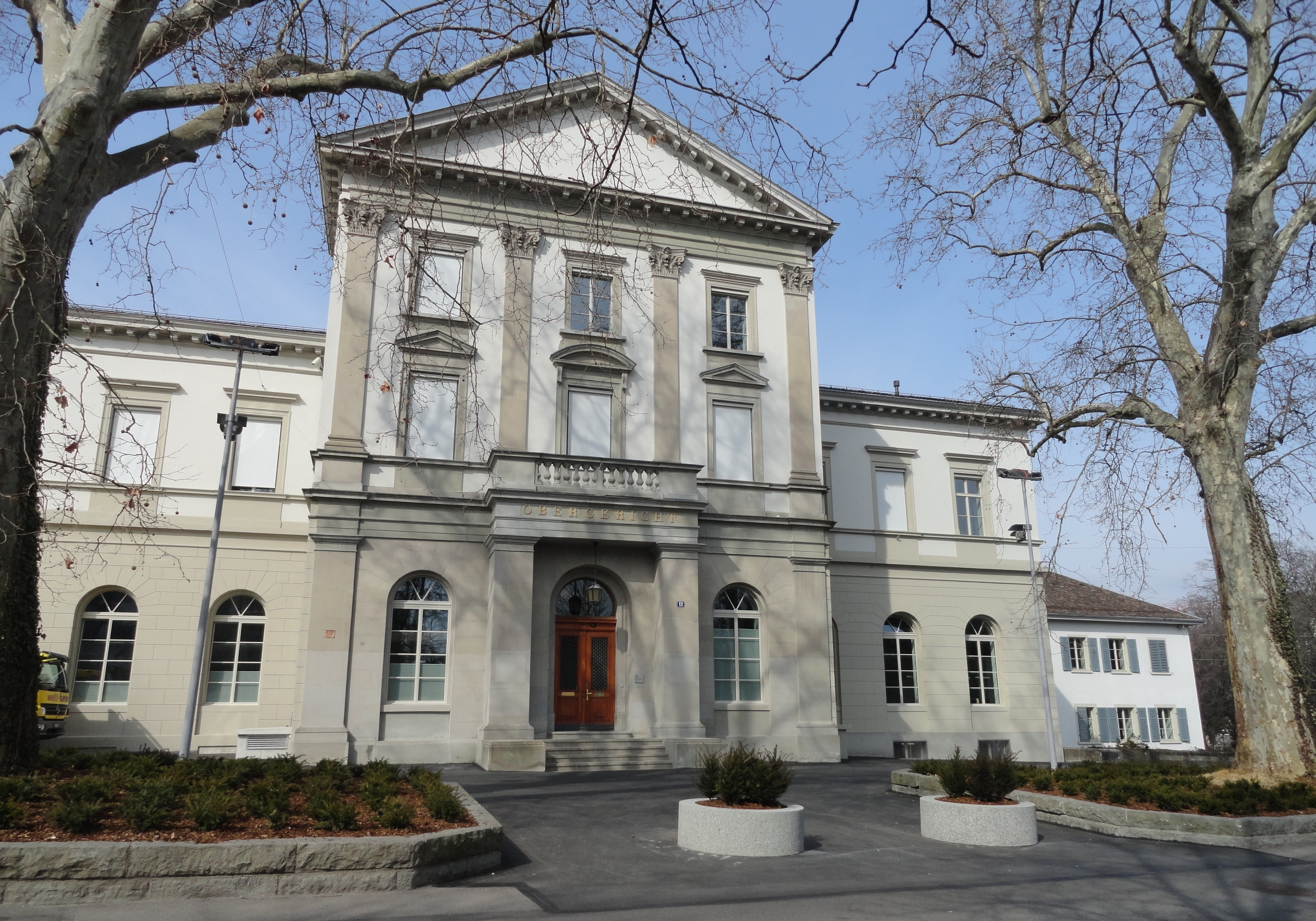
Ansicht des Gerichtsgebäudes von Süden

Das Obergericht ist eines der drei obersten Gerichte des Kantons Zürich. Es ist oberste ordentliche kantonale Instanz in Zivil- und Strafsachen und hat den Sitz in Zürich.

## Geschichte
Die Mediationsverfassung von 1803 schuf ein letztinstanzliches Appellationsgericht für alle Zivil- und Strafverfahren, das jeweils aus 13 Mitgliedern des grossen Rates bestand. Die Restaurationsverfassung von 1814 übernahm diese Ordnung, das Appellationsgericht wurde jedoch in Obergericht umbenannt.
Mit der unter Einfluss der Julirevolution von 1830 verabschiedeten liberalen Verfassung von 1831 wurde im Kanton Zürich die Gewaltenteilung und die Unabhängigkeit der Justiz eingeführt. Aus heutiger Sicht wird denn auch dieses Datum als Geburtsstunde des Obergerichts betrachtet. Erster Gerichtspräsident war der radikal-liberale Politiker Friedrich Ludwig Keller. Damals hatte das Obergericht neun Mitglieder, welche ihre Sitzungen bis 1839 im Festsaal des Rathauses am Limmatquai abhielten. 1839 durften sie in das zuvor auf dem ehemaligen Gelände des Barfüsserklosters errichteten zweigeschossigen Gerichtshaus einziehen. Bis 1874 musste das Obergericht das Gebäude mit dem Casino teilen, bis 1891 mit dem Aktientheater, bis in die 1920–34 Jahre mit der kantonalen Verwaltung und von 1862 bis 2002 mit der Staatskellerei.
Zwischen 2008 und 2012 erfolgt eine umfassende Renovation und Erweiterung, um den aktuellen Bedürfnissen gerecht zu werden.

## Bestand und Konstituierung
Die Mitglieder sowie die Ersatzmitglieder des Obergerichts werden durch den Kantonsrat gewählt. Für die Wahl der Hälfte der Ersatzmitglieder steht dem Obergericht ein Vorschlagsrecht zu. Die Amtszeit beträgt sechs Jahre. Zurzeit teilen sich 52 Richterinnen und Richter die 46 Vollzeitäquivalente. Die Zahl der Ersatzmitglieder wurde vom Kantonsrat auf dreissig festgelegt. Die Oberrichterinnen und Oberrichter werden in ihrer Tätigkeit von je rund 150 juristischen und kaufmännischen/technischen Mitarbeitenden unterstützt.
Seit 1. Juli 2024 hat Flurina Schorta als erste Frau das Amt der Präsidentin des Obergerichts inne.
Die Mitglieder des Obergerichts sind in der kantonalen Lohnstufe 29 eingeteilt.
Das Obergericht besteht aus zwei Zivil- und drei Strafkammern, dem Handelsgericht sowie dem Zwangsmassnahmengericht. Verschiedene Kommissionen und Fachgruppen sind dem Obergericht angegliedert.
In all seinen Funktionen bearbeitet das Obergericht jährlich mehr als 10'000 Geschäfte, davon rund 5'000 Rechtsmittelverfahren.

## Kompetenzen
Dem Obergericht untersteht die gesamte Justizverwaltung, soweit sie nicht anderen Behörden vorbehalten ist. Als Justizverwaltungsbehörde ist es für das Budget des Obergerichts, der Bezirksgerichte und der Notariate zuständig, beaufsichtigt – mittelbar oder unmittelbar – die Bezirksgerichte samt den angegliederten Gerichten und Behörden, die Notariate, die Grundbuch- und Konkursämter, die Gemeindeammann- und Betreibungsämter sowie die Friedensrichterämter.
Das Obergericht ist oberste kantonale Instanz in Zivil- und Strafsachen. Es ist Berufungs- und Beschwerdeinstanz gemäss ZPO, StPO und JStPO. Das Obergericht entscheidet zudem Rechtsmittel gegen familienrechtliche Entscheide der Bezirksräte.
Die zwei Zivilkammern entscheiden hauptsächlich als Rechtsmittelinstanz über Berufungen und Beschwerden gegen Entscheide unterer Instanzen.
Die I. und II. Strafkammer behandeln primär Berufungen gegen Urteile der Bezirksgerichte und der Einzelrichter. Die III. Strafkammer behandelt Beschwerden gegen Entscheide und Verfahrenshandlungen der erstinstanzlichen Gerichte, der Staatsanwaltschaften, der Übertretungsstrafbehörden und der Polizei.
Das Zwangsmassnahmengericht genehmigt unter anderem verdeckte Ermittlungen sowie die Überwachung des Post- und Fernmeldeverkehrs.
Die Rekurskommission wird aus den fünf amtsältesten Mitgliedern des Obergerichts gebildet, welche weder Mitglieder noch Ersatzmitglieder der Verwaltungskommission sein dürfen. Die von der Verwaltungskommission gefassten erstinstanzlichen Beschlüsse können mit Rekurs an die Rekurskommission weitergezogen werden.